# 게리 케이힐
게리 제임스 케이힐(영어: Gary James Cahill, 1985년 12월 19일 ~ )은 잉글랜드의 은퇴한 축구 선수이다. 센터백으로 활약했다.

## 클럽 경력
유스 팀에 소속된 케이힐은 2004년 애스턴 빌라와 프로계약을 맺었지만 그 해 11월에 번리로 임대를 가게 된다. 번리로 임대를 간 케이힐은 준수한 활약으로 번리 올해의 선수상과 올해의 영 플레이어를 모두 수상하였다. 번리 소속으로 뛰면서 스토크 시티와의 경기에서 한 골을 득점하기도 했다.
다음 시즌에 원 소속팀인 애스턴 빌라로 복귀한 케이힐은 5-0으로 패한 맨체스터 유나이티드와의 원정 경기에서 애스턴 빌라 소속으로 데뷔전을 치렀으며, 이어 지역 라이벌인 웨스트 브로미치 앨비언과의 경기에서 홈 경기 데뷔를 했다.
케이힐은 버밍엄 시티와의 경기에서 오버헤드킥으로 득점하며 팀의 3-1 승리에 기여하였다. 2006-2007 시즌이 시작될 때 케이힐은 부상중이었으며, 이 시즌 동안 몇 경기 출장에 그쳤다.
2007년 9월 케이힐은 3개월 단기 임대로 셰필드 유나이티드의 유니폼을 입게 되었다. 크리스탈 팰리스와의 경기에 처음 나선 그는 몇 일 뒤에 스토크 시티전에서 첫 골을 넣는다. 그는 빌라 파크로 복귀하기 전까지 16경기에 나서 2골을 득점하였다. 2008년 1월 이적시장에서 버밍엄 시티와 볼턴 원더러스, 터키 쉬페르리그의 베식타시 JK가 게리 케이힐에게 관심이 있다는 루머가 나왔고, 2008년 1월 30일 3년 반의 계약으로 리복 경기장에 입성하였다. 레딩과의 경기에서 볼턴 데뷔를 한 케이힐은 좋은 활약으로 '올해의 이적선수'상을 받았다.
2010년 2월 케이힐은 풀럼과의 경기를 앞두고 팔이 크게 부어오르며 통증을 호소했고 검사결과 팔에 혈액이 응고되어 순환에 어려움을 겪는 혈전류 라는 진단을 받았다. 이로 인해 당초 시즌아웃이 예상되었지만, 3월 28일 맨체스터 유나이티드와의 리그 홈 경기에서 선발 출장하며 조기 복귀하였다.
2012년 1월, 케이힐은 첼시 FC로 이적하고 등번호 24번을 부여받았다. 2012 UEFA 챔피언스리그 결승전에 준결승전 퇴장으로 출장할 수 없게 된 존 테리를 대신하여 나오게 되었고, 팀은 승부차기 끝에 바이에른 뮌헨을 꺾고 우승을 차지하였다.
2019년 8월 크리스털 팰리스에 자유 계약으로 입단하며 잉글랜드 대표팀 감독이었던 로이 호지슨과 재회하였다.

## 국가대표 경력
- 2014 FIFA 월드컵 브라질
- 2016 UEFA 유로 프랑스
- 2018 FIFA 월드컵 러시아

## 수상

#### 첼시 FC
- 프리미어리그 : 2014-15 2016-17
- EFL컵 : 2014-15
- FA컵 : 2011-12, 2017-18
- UEFA 챔피언스리그 : 2011-12
- UEFA 유로파리그 : 2012-13, 2018-19

#### 잉글랜드
- FIFA 월드컵 4위 : 2018

### 개인
- PFA 올해의 팀 : 2013-14, 2014-15, 2016-17
- 번리 올해의 선수 : 2004-05
- 볼튼 올해의 선수 : 2008-09
- 아스톤 빌라 올해의 골 : 2005-06